# Shuto Tanaka
Shuto Tanaka (født 8. november 1985) er en japansk fodboldspiller, som spiller for den japanske fodboldklub Kagoshima United FC.